# Kahraman Demirtaş
Kahraman Demirtaş (* 1. Mai 1994 in Midyat) ist ein belgisch-türkischer Fußballspieler.

## Karriere
Demirtaş spielte drei Jahre lang für den belgischen Amateurverein RCS Verviétois, ehe er 2015 vom niederländischen Verein Roda JC Kerkrade als Profispieler verpflichtet wurde. Hier blieb er bis Sommer 2017 ohne Pflichtspieleinsatz und erhielt anschließend auch keine Vertragsverlängerung. So blieb er bis zum Februar 2018 vereinslos und wurde dann vom Zweitligisten FC Den Bosch verpflichtet.
Zur Saison 2019/20 wechselte Demirtaş zum türkischen Zweitligisten Altınordu Izmir. Von diesem wurde er für die Saison 2018/19 an den Drittligisten Niğde Anadolu FK, den Zweitverein Altınordus ausgeliehen.